# Satoshi Ohno
Satoshi Ohno (大野智) é um cantor e ator japonês. É membro da popular banda de J-pop Arashi, juntamente com Masaki Aiba, Jun Matsumoto, Kazunari Ninomiya e Sho Sakurai. 
São agenciados pela Johnny e Associados (Johnny’s ou Johnny's Entertainment).

## Perfil
- Nome: 大野 智, Ōno Satoshi
- Apelidos: Riida, Oh-chan, Ohno-kun
- Tipo sangüíneo: A
- Altura: 166 cm
- Peso: 54 kg
- Signo: Sagitário
- Família: Mãe, pai, irmã mais velha
- Profissão: Cantor, ator, artista plástico e dançarino.

## Biografia
Satoshi Ohno entrou na empresa Johnny e Associados em 1995, ainda com 14 anos começou suas atividades como parte dos Johnny's Jrs. Em Março de 1999, ele se tornou parte de um grupo dentro dos Johnny's Jrs chamado Musical Academy, mas deixou o grupo em setembro de 1999 para se juntar ao Arashi e estrear com o grupo no Hawaii.
Ohno não queria entrar no Johnnys, só entrou na empresa porque sua mãe mandou a aplicação dizendo Você não vai conseguir mesmo. Durante os testes de dança para entrar na empresa ao invés de dançar, ele ficou acenando para a mãe, porque segundo ele tinha muitas pessoas e não dava para saber o que cada um estava fazendo, mas ele acabou sendo chamado atenção pelo próprio Johnny, que o mandou dançar na frente de todo mundo, e no final disse Você tem um bom ritmo.

## Filmografia

### Dramas
- Kaibutsu-kun (怪物くん) como Kaibutsu Tarou (NTV, 2010)
- Tokujo Kabachi! (Fuji TV, 2010, ep10)
- Saigo no Yakusoku (最後の約束) como Mashiko Satoru (Fuji TV, 2010)
- 0 Goshitsu no Kyaku (0号室の客) como Hiroyuki (Fuji TV, 2009)
- Uta no Oniisan como Yano Kenta(Asahi TV 2009)
- Maou (魔王) como Naruse Ryo/Manaka Tomoo (TBS TV 2008)
- Gekidan Engimono "Katte ni Nostalgia" (Fuji TV, 2004)
- Yon-bun no Ichi no Kizuna (四分の一の絆) (TBS, 2004)
- Yoiko no Mikata (NTV, 2003, ep6)
- Engimono (演技者。) "Mitsuo" (Fuji TV, 2003)
- Shounen Taiya Aoki-san Uchi no Oku-san (少年タイヤ 青木さん家の奥さん) (Fuji TV, 2002)
- SPEED STAR (NTV, 2001)
- Shijou Saiaku no Deeto (史上最悪のデート) (NTV, 2000, ep4)
- V no Arashi (Vの嵐) (Fuji TV, 1999)

### Filmes
- Kiiroi Namida (2007)
- Pika*nchi Life is Hard Dakedo Happy (2002)
- Pika**nchi Life is Hard Dakara Happy (2004)
- Saigo no Yakusoku (2009)

### Teatro
- Amatsukaze (2008)
- テンセイクンプー～転世薫風～Tensei Kunpu (2006)
- バクマツバンプー ～幕末蛮風～Bakumatsu Banpu [The Uncivilized Wind of the Tokugawa Shogunate's Final Days] (2005)
- West Side Story (2004)
- True West (2004)
- センゴクプー Sengokupuu (2003)
- 青木さん家の奥さん Aoki-san Uchi no Okusan (2002)
- 少年隊ミュージカル PLAYZONE 2001 "新世記" EMOTION [Shonentai Musical PLAYZONE 2001 "New Century" EMOTION](2001)